# Mikael Salomon
Mikael Salomon (nascido em 24 de fevereiro de 1945 em Copenhague, Dinamarca) é um cineasta dinamarquês, indicado ao Oscar como diretor de fotografia de O Segredo do Abismo (1989) e Backdraft (1991), vencedor do Emmy Award como diretor de Band of Brothers (2001).
Depois de uma longa carreira cinematográfica no cinema dinamarquês, ele foi para Hollywood nos anos 1980 e manteve-se extremamente prolífico, primeiro como diretor de fotografia, mais tarde, como diretor de televisão.